# William Philip Hiern
William Philip Hiern (Devonshire, 1839-1925) fou un matemàtic, botànic i briòleg anglès.
Hiern va estudiar de 1857 a 1861, al St. John's College, Cambridge, aprofundint en una "grau de primera classe" en matemàtica. Després, l'any 1886, va ingressar a l'Oxford University.
Va treballar a Devon, contribuint extensament al "Journal of Botany". Molts dels seus espècimens d'herbari es conserven, a més dels seus manuscrits, en el Museu d'Història Natural de Londres i en el Reial Jardí Botànic de Kew.

## Algunes publicacions
- Hiern, WP. 1899. Alsine in the British flora. Ed. West Newman. 5 pàg.
- ----. 1897. Isle of Man plants (Journal of Botany). 5 pàg.

### Llibres
- Hiern, WP. 1896. Catalogue of the African Plants: Dicotyledons, Part 4, Lentibulariaceae to Ceratophylleae. Reeditat 2008 Friedrich Welwitsch. 280 pàg. ISBN 978-0-548-95732-5
- ----. 1873. A monograph of Ebenaceae (Transactions of the Cambridge Philosophical Society). Ed. University Press.300 pàg.

## Honors

### Epònims
Gènere
- (Scrophulariaceae) Hiernia S.Moore[1]

Espècies
| - (Apiaceae) Pimpinella hiernii M.Hiroe - (Asteraceae) Emilia hiernii C.Jeffrey - (Celastraceae) Hippocratea hierniana Exell & Mendonça - (Ebenaceae) Diospyros hierniana (King & Gamble) Bakh. - (Ebenaceae) Diospyros hiernii Koord. | - (Euphorbiaceae) Euphorbia hiernii (Croizat) Oudejans - (Meliaceae) Aglaia hiernii Koord. & Valeton exKoord. - (Meliaceae) Aglaia hiernii M.V.Viswan. & K.Ramach. - (Ochnaceae) Gomphia hiernii (Tiegh.) Lye - (Rosaceae) Rubus hiernii Ridd. | - (Rubiaceae) Chassalia hiernii (Kuntze) G.Taylor - (Rubiaceae) Ecpoma hierniana (Wernham) N.Hallé & F.Hallé - (Rubiaceae) Gardenia hiernii Scott-Elliot - (Rubiaceae) Pavetta hierniana Bremek. - (Rubiaceae) Sabicea hierniana Wernham - (Rutaceae) Vepris hiernii Gereau |